# Pépéromie pédonculée
Peperomia pedunculata
Espèce
La pépéromie pédonculée (Peperomia pedunculata) est une espèce de plantes à fleurs de la famille des pipércacées. Elle est endémique de l'île de La Réunion, département d'outre-mer français dans le sud-ouest de l'océan Indien.